# Cerococcus michaeli
Cerococcus michaeli är en insektsart som beskrevs av Lambdin 1998. Cerococcus michaeli ingår i släktet Cerococcus och familjen Cerococcidae. Inga underarter finns listade i Catalogue of Life.